# Валеријан Бошњаковић
Валеријан Бошњаковић (световно Војислав Бошњаковић) (Краљево, 4. фебруар 1878 – Краљево, 28. децембар 1917) био је српски писац и наставник.

## Биографија
Војислав Бошњаковић је рођен 4. фебруара 1878. године у Краљеву. У родном граду је ишао у основну школу 1885-1889. године, а потом је нижу гимназију и богословију завршио у Београду. Након завршене богословије 1895. године одлази у Русију, где се школовао на Кишињевској семинарији и Кијевској духовној академији. Након што се вратио у домовину, постављен је 1905. године за службеника Народне библиотеке, а потом за наставника у Шапцу и Врању. Након тога је постао суплент београдске богословије.
Војислав се замонашио 1906. године у манастиру Јошаници, и тада је добио монашко име Валеријан. Оболео је од туберкулозе, па је све време службе, изузев школске 1907/08. године провео на боловању. Преминуо је у Краљеву 28. децембра 1917. године. Његови посмртни остаци пренети су на монашко гробље у манастиру Жичи на Цвети 1937. године. Опело је приликом преноса посмртних остатака служио владика Николај Велимировић.
Поред рада у настави, Валеријан Бошњаковић је писао и песме. Писао је о социјалној правди, смислу национализма, проблемима религије и путу сазнања Бога. Прву песму је објавио 1895. године у Побратиму. Њен назив је био Поноћно звоно. Поред ње, његове најпознатије песме су и: Феникс, Сфинкс, Генерал, Вилино коло. Написао је око 150 песама, а поред њих је писао и прозне саставе, расправе, приказе и преводе. Објављивао је у следећим часописима: Побратим, Подмладак, Братство, Нова искра, Босанска вила, Нада, Дело, Просветни гласник, Српска застава, Пастирска реч, Весник српске цркве, Гласник српске цркве, Духовна стража, Хришћански весник, За отаџбину, Венац, Бранково коло, Штампа, Вечерње новости, Пијемонт.

## Дела
- Два дива, Београд 1902.
- Песме монаха Валеријана 1878-1917, Крагујевац 1937.[1]